# Selección de bádminton de los Países Bajos

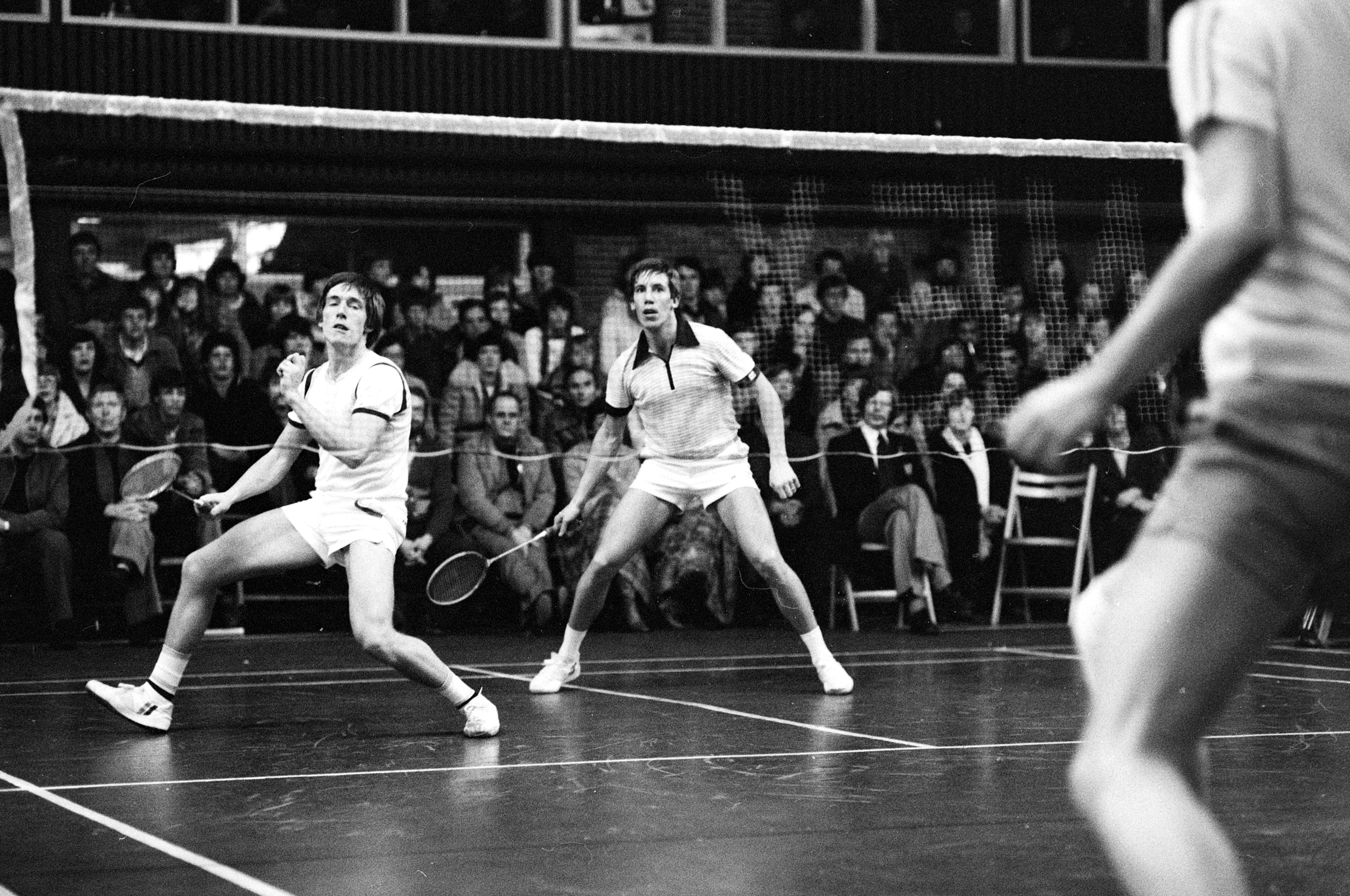
Copa Thomas 1979 Países Bajos - Dinamarca

La selección de bádminton de los Países Bajos representa a los Países Bajos en las competiciones internacionales de equipos de bádminton.

## Participaciones
| Año  | Resultado  |
| ---- | ---------- |
| 1998 | 7º / 8º    |
| 2020 | Calificado |

| Año  | Resultado       |
| ---- | --------------- |
| 1988 | 5º / 6º         |
| 1990 | 5º / 6º         |
| 1992 | 7º / 8º         |
| 1998 | 7º / 8º         |
| 2000 | 5º / 6º         |
| 2002 | Semifinalista   |
| 2004 | Cuartofinalista |
| 2006 | Subcampeón      |
| 2008 | Cuartofinalista |
| 2012 | 9º / 12º        |

| Año  | Resultado     |
| ---- | ------------- |
| 1989 | 8° - Grupo 2  |
| 1991 | 8° - Grupo 2  |
| 1993 | 8° - Grupo 2  |
| 1995 | 8° - Grupo 2  |
| 1997 | 10° - Grupo 2 |
| 1999 | 9° - Grupo 2  |
| 2001 | 9° - Grupo 2  |
| 2003 | 10° - Grupo 2 |
| 2005 | 12° - Grupo 2 |
| 2007 | 14 - Grupo 2  |
| 2009 | 14 - Grupo 2  |
| 2011 | 20° - Grupo 2 |
| 2013 | 15° - Grupo 2 |
| 2015 | 14° - Grupo 2 |
| 2019 | 15° - Grupo 2 |

### Competiciones europeas
| Año  | Resultado        |
| ---- | ---------------- |
| 2006 | Cuarto puesto    |
| 2008 | Cuartofinalista  |
| 2010 | Cuartofinalista  |
| 2012 | Cuartofinalista  |
| 2014 | Fase de grupos   |
| 2020 | Medalla de plata |

| Año  | Resultado         |
| ---- | ----------------- |
| 2006 | Medalla de oro    |
| 2008 | Medalla de plata  |
| 2010 | 4°                |
| 2012 | Medalla de bronce |
| 2014 | Fase de grupos    |
| 2020 | Fase de grupos    |

| Año  | Resultado         |
| ---- | ----------------- |
| 2000 | Medalla de bronce |
| 2002 | Medalla de bronce |
| 2004 | Medalla de plata  |
| 2006 | Medalla de plata  |
| 2008 | 4°                |
| 2009 | Cuartofinalista   |
| 2011 | Cuartofinalista   |
| 2013 | Cuartofinalista   |
| 2015 | Cuartofinalista   |
| 2017 | Cuartofinalista   |
| 2019 | Medalla de bronce |
| 2021 | Fase de grupos    |